# Spirostreptus dulitianus
Spirostreptus dulitianus är en mångfotingart som beskrevs av Pocock 1892. Spirostreptus dulitianus ingår i släktet Spirostreptus och familjen Spirostreptidae. Inga underarter finns listade i Catalogue of Life.